# Cherryville (Pensilvania)
Cherryville es un área no incorporada ubicada en el condado de Northampton en el estado estadounidense de Pensilvania. Se encuentra en el Municipio de Lehigh.

## Geografía
Cherryville se encuentra ubicada en las coordenadas 40°45′14″N 75°32′19″O / 40.75389, -75.53861